# SPI Open Access
SPI Open Access des Herstellers Software Products International war ein integriertes Office-Paket für das Betriebssystem MS-DOS und wurde von 1984 bis 1992 vertrieben.
Open Access verfügte über Komponenten für Desktop-Datenbank, Programmierung, Tabellenkalkulation, Textverarbeitung, Kommunikation, Hilfsprogramme sowie ab der Version 4 einen E-Mail-Client. Das Paket war über einen eigenen QBasic-Dialekt namens PRO skriptfähig (siehe Liste der BASIC-Dialekte).
Die Software ist unter MS-DOS sowie unter Windows 95 bis Windows 10 in den 32-Bit-Versionen des Betriebssystems im Kommandozeilen-Fenster als Einzelplatzversion oder im Netzwerk (Novell- oder Windows-Server) lauffähig.
Im Jahr 1992 wurde von SPI noch ein unter Windows 3.11 lauffähiges Produkt unter der Bezeichnung "window base 2.0 (2.02)" auf den Markt gebracht, welches vollen Zugriff und Programmierung auf die SPI-Open-Access-Datentabellen erlaubte. Durch die objektorientierte Programmierung im WYSIWYG-Modus und die produktspezifische DASL-Skriptsprache sowie einen xBase-Treiber konnten sehr flexible Anwendungen auch für andere Datenformate entwickelt werden.
Mittlerweile gibt es auch eine Möglichkeit, die Datenbank über PHP abzufragen und zu bearbeiten sowie über den Umweg des MySQL-5.1.x-Plugins auch über ODBC auf den Datenbestand zuzugreifen.

## Versionen
- 1984: Open Access 1.01
- 1989: Open Access II 2.11
- 1990: Open Access III 3.0
- 1992: Open Access IV – ab DOS 3.0
- Open Access IV 4.01b[2]